# Marina Marín
Marina Marín (Michoacán, México; 30 de marzo de 1940) es una primera actriz mexicana. Ha participado en películas como Los hermanos Barragán, La sombra de la mano negra, Para todas hay y Gallo corriente, gallo valiente.

## Filmografía
Telenovelas
- Yago (2016) - Eréndira
- Amores con trampa (2015) - Abuela Ruperta
- Corazón indomable (2013) - Santa  "Santita" Camargos
- La que no podía amar (2011) - Silvana Ortigoza
- Soy tu dueña (2010) - Loreto "Loretito" Donoso
- Mar de amor (2009-2010) - Vieja en Ciudad Campeche
- Mañana es para siempre (2008-2009) - Purificación "Purita" López
- Cuidado con el ángel (2008) - Michaela Vidal
- Muchachitas como tú (2007) - Trini
- La verdad oculta (2006) - Pancha
- Amarte es mi pecado (2004) - Cristina
- Amigas y rivales (2001) - Amada Chacón
- Tres mujeres (1999-2000) - Ana de Gamboa
- Ángela (1998-1999) - Guadalupe Armenta
- Sin ti (1997-1998) - Lía
- El alma no tiene color (1997) - Directora del reclusorio femenil
- Mi querida Isabel (1996-1997) - Irma
- Bendita mentira (1996) - Gloria Ramos
- El premio mayor (1995-1996) - Bety
- La paloma (1995) - Lucía
- Alondra (1995)
- Imperio de cristal (1994-1995) - Leticia
- Dos mujeres, un camino (1993-1994) - Lucrecia de Montegarza
- Capricho (1993) - Flora
- Amor de nadie (1990-1991) - Ofelia
- Lo blanco y lo negro (1989) - La Criolla
- Amor en silencio (1988) - Olivia
- Mi hermana la nena (1976)
- Una plegaria en el camino (1969) - Eva
- De turno con la angustia (1969) - Mujer
- Tiempo de perdón (1968)
- La casa de las fieras (1967) - Antonia
- Un pobre hombre (1967)
- La tormenta (1967) - Dalia García
- Un amor en la sombra  (1960)

Películas
- Los 6 mandamientos de risa (1999)
- Un ángel para los diablillos (1993)
- Como pescar marido (1967)
- Gallo corriente, gallo valiente (1966)
- Para todas hay (1965)
- La sombra del mano negra (1964)
- Los hermanos Barragán (1964)

Series de televisión
- Como dice el dicho (2011-2014) (4 episodios)
- El equipo (2011) - Nana Magdalena "Magda"
- La rosa de Guadalupe (2008) - Carmela (1 episodio)
- Mujeres asesinas  (2008) - Cristhy
- Mujer casos de la vida real  (1996-2006)
- Papá soltero  (1990)